# Horssjön (Össeby-Garns socken, Uppland)
Horssjön är en sjö i Vallentuna kommun i Uppland och ingår i Norrtäljeån-Åkerströms kustområde.